# Johnstown, Quận Rock, Wisconsin
Johnstown là một thị trấn thuộc quận Rock, tiểu bang Wisconsin, Hoa Kỳ. Năm 2010, dân số của thị trấn này là 774 người.